# Gustavo Palafox
Gustavo Palafox (15 de novembro de 1923 – 21 de agosto de 2006) é um ex-tenista profissional mexicano.
Gustavo conquistou cinco medalhas de ouro em Jogos Pan-Americanos.

## Jogos Pan-Americanos

### Simples: 1 medalha (1 bronze)
| Posição | Ano  | Local        | Oponente      | Placar        |
| Bronze  | 1951 | Buenos Aires | Heraldo Weiss | 6-4, 7-5, 6-3 |

### Duplas: 2 medalhas (2 ouro)
| Posição | Ano  | Local            | Parceiro        | Oponentes                        | Placar             |
| Ouro    | 1955 | Cidade do México | Mario Llamas    | Enrique Morea Alejo Russell      | 8-6, 6-2, 6-1      |
| Ouro    | 1959 | Chicago          | Antonio Palafox | Francisco Contreras Mario Llamas | 3-6, 9-7, 6-3, 6-2 |

### Duplas Mistas: 3 medalhas (3 ouro)
| Posição | Ano  | Local        | Parceira        | Oponentes                       | Placar     |
| Ouro    | 1951 | Buenos Aires | Imelda Ramírez  | Enrique Morea Felisa Piedrola   | 6-4, 6-4   |
| Ouro    | 1955 | Buenos Aires | Yolanda Ramírez | Enrique Morea Felisa Piedrola   | 6-2, 14-12 |
| Ouro    | 1959 | Chicago      | Yolanda Ramírez | Francisco Contreras Rosie Reyes | 6-1, 6-2   |